# Rodopi (gmina)
Rodopi (bułg. Община Родопи) – gmina w południowej Bułgarii, w obwodzie Płowdiw. Stolicą gminy jest miasto Płowdiw, które nie leży w granicach gminy.

## Miejscowości
Miejscowości wchodzące w skład gminy Rodopi:
- Bełasztica (bułg. Белащица),
- Bojkowo (bułg. Бойково),
- Branipole (bułg. Браниполе),
- Brestnik (bułg. Брестник),
- Brestowica (bułg. Брестовица),
- Całapica (bułg. Цалапица),
- Chrabrino (bułg. Храбрино),
- Czuren (bułg. Чурен),
- Dedowo (bułg. Дедово),
- Izwor (bułg. Извор),
- Jagodowo (bułg. Ягодово),
- Kadiewo (bułg. Кадиево),
- Krumowo (bułg. Крумово),
- Liłkowo (bułg. Лилково),
- Markowo (bułg. Марково),
- Orizari (bułg. Оризари),
- Pyrwenec (bułg. Първенец),
- Sitowo (bułg. Ситово),
- Skobelewo (bułg. Скобелево),
- Ustina (bułg. Устина),
- Złatitrap (bułg. Златитрап).